# Fortalesa de Trascăului
Fortalesa de Trascăului (a la segona meitat del segle XX també anomenada fortalesa de Colțești, en hongarès, Torockóvár), situat a l'oest del poble de Colțești (en hongarès, Torockószentgyörgy; en alemany, Sankt Georgen) i uns 5 km al sud-oest de la comuna de Rimetea (en hongarès, Torockó; en alemany, Eisenburg), comtat d'Alba, va ser construïda cap a l'any 1296 pel vicevoievode Thorotzkay de Trascău, com a fortalesa habitable i refugi.

## Història
Va ser erigit deliberadament al cim escarpat d'un penya-segat de pedra calcària, arran de la invasió tàrtara (mongol) de 1241, quan es van causar importants danys a les localitats de Trascău i Sângiorgiu.

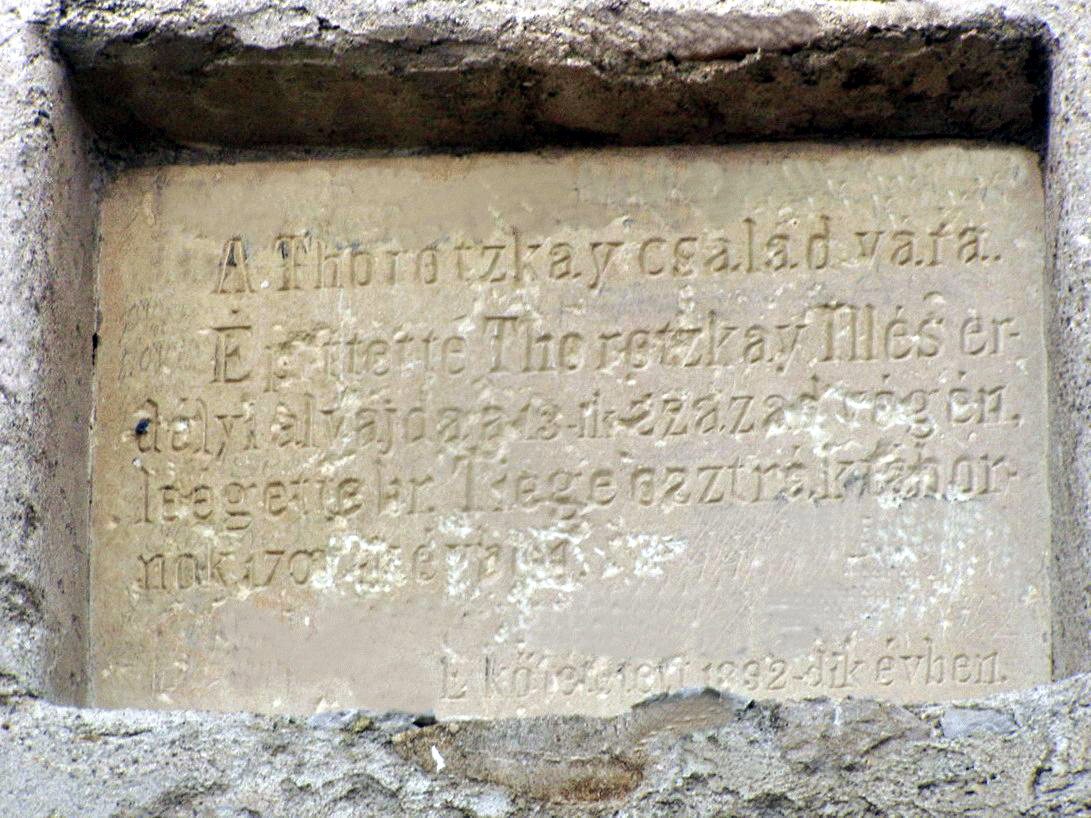
Placa commemorativa a la torre nord (Colţeşti, 1832)

A la torre nord, d'uns 20 m d'alçada, hi ha una inscripció que indica que la família Thorotzkay va construir el castell al segle xiii. Inscripció a l'antiga llosa de pedra (traducció a l'hongarès): fortalesa de la família Thorotzkay. Construït per Thorotzkay Illés, el vicevoievode de Transsilvània, a finals del segle xiii. Cremat per les tropes del general Tiege el 1703. Aquest panell es va fer l'any 1832.
L'any 1470 la fortalesa va ser confiscada pel rei Matías Corví i lliurada al voivoda de Transsilvània. El 1510 va tornar als nobles de Trascău (Thorotzkay), i el 1514 va ser devastada pels camperols que dirigia Gheorghe Doja.

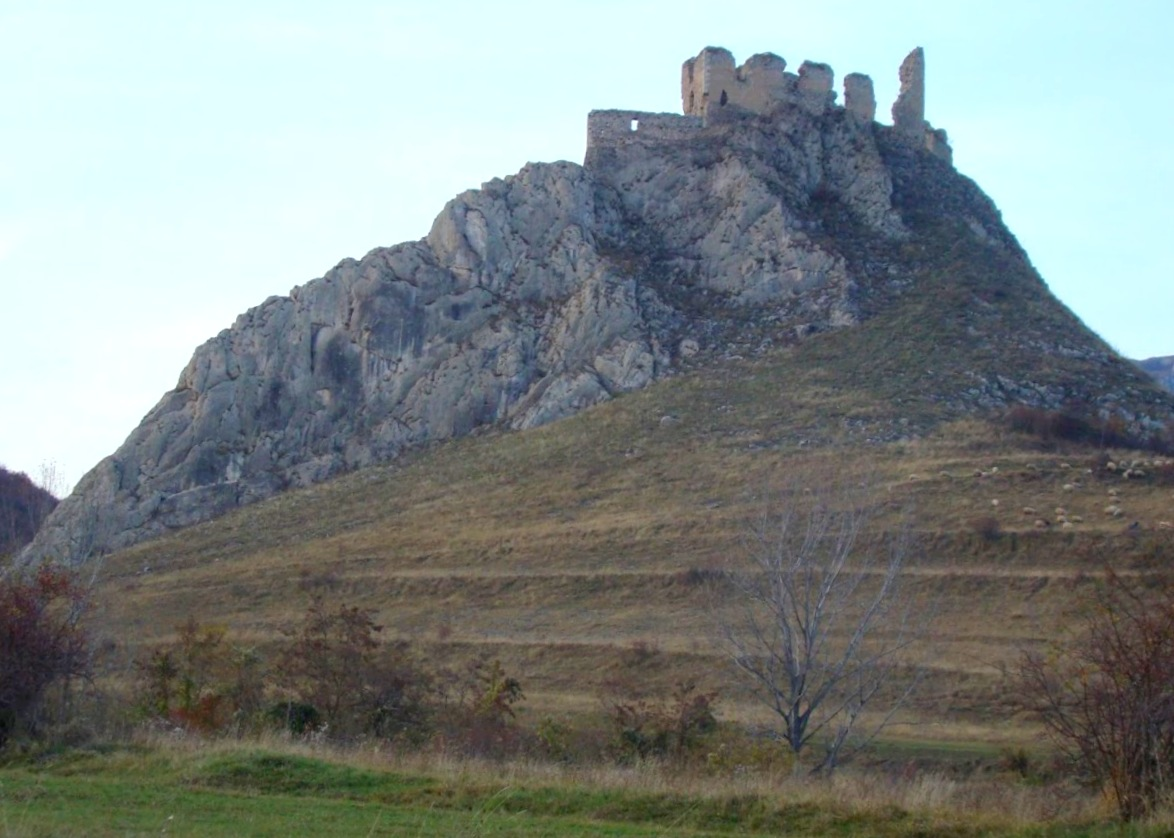
Fortalesa Trascăului, foto: 2008.

Oposant-se a l'annexió de Transsilvània per la Casa d'Àustria (Habsburg) durant la revolta dels kuruc, la família dels nobles de Trascau (Thorotzkay) va ser retirada de l'escenari de la història, juntament amb la seva fortalesa, que va ser destruïda el 1703 per les tropes imperials austríaques dirigides per General Tiege (Labanc).
Actualment, encara es conserven bona part dels murs del recinte i de les dues torres laterals.
A menys de quatre quilòmetres del castell, al turó de Rîmeți, es va construir una altra fortificació idèntica, de la qual ara només queden rastres vagues, amb la mateixa finalitat, de vigilància i defensa de la població de la zona i de la ruta comercial que travessa el vall.
La fortalesa està inscrita a la llista de monuments històrics del comtat d'Alba elaborada pel Ministeri de Cultura i Patrimoni Nacional de Romania l'any 2010.

## Galeria d'imatges

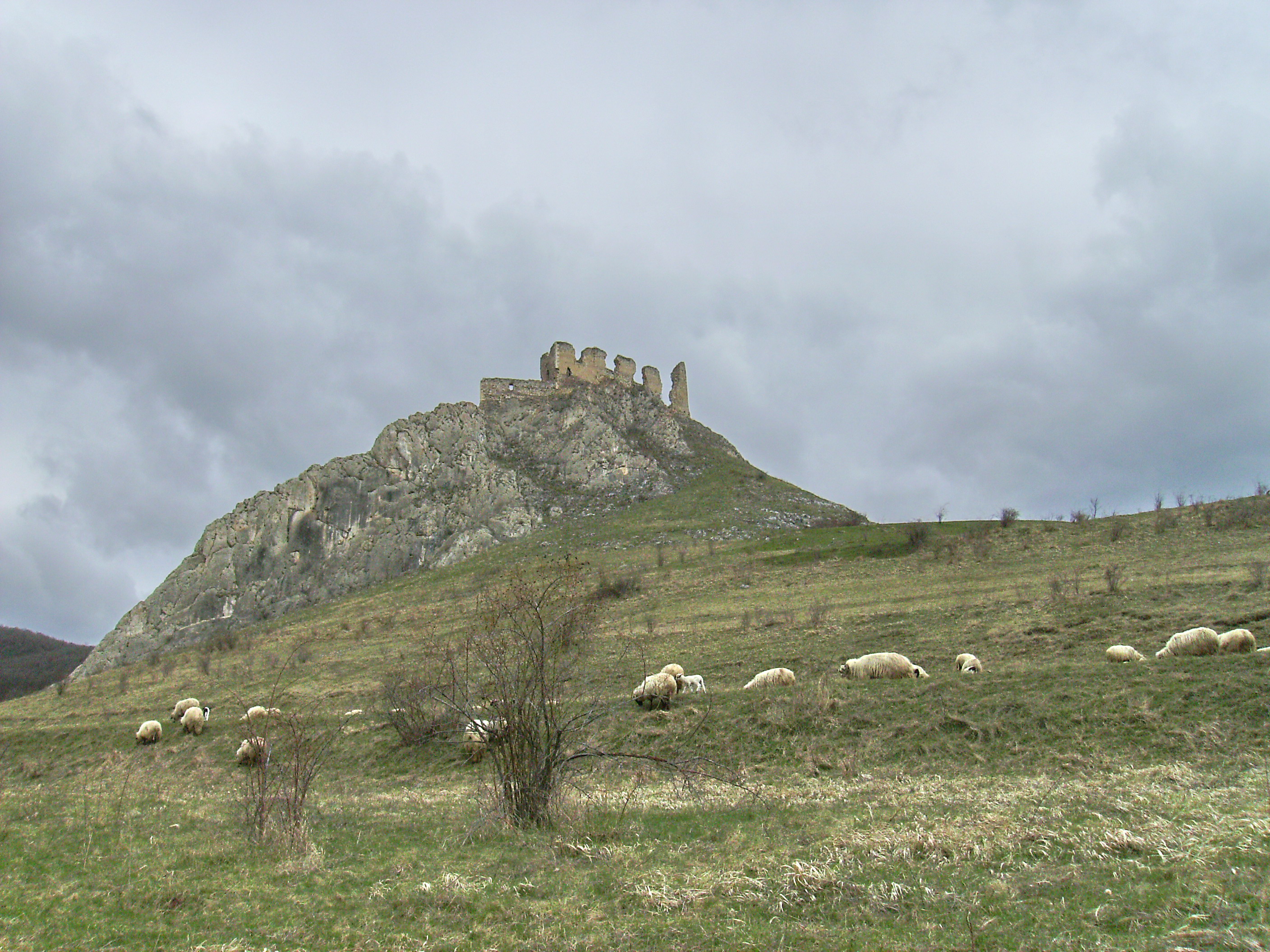
La fortalesa vista des del sud-est
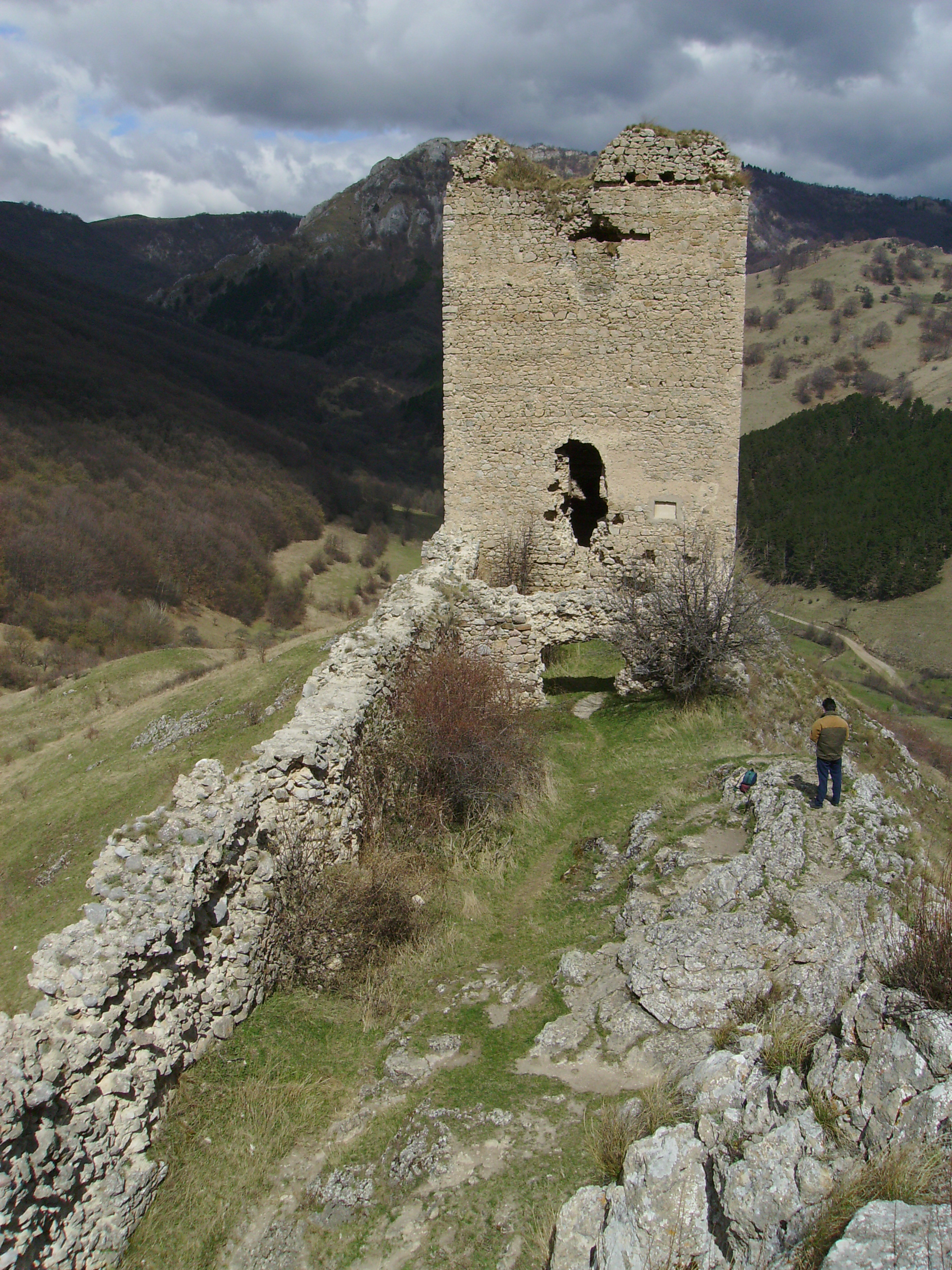
La meitat nord de la fortalesa i l'antiga torre
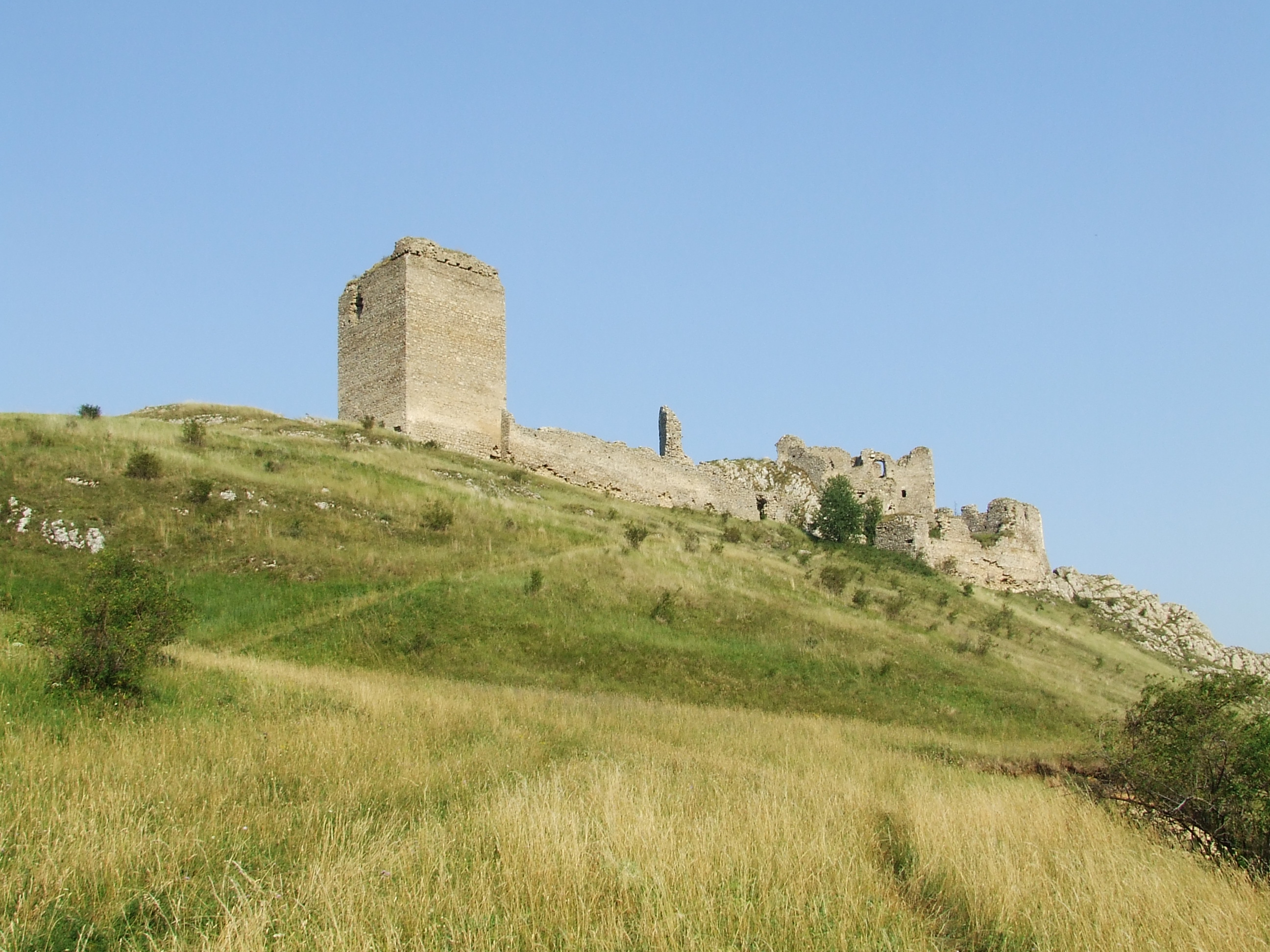
La fortalesa vista des de ponent
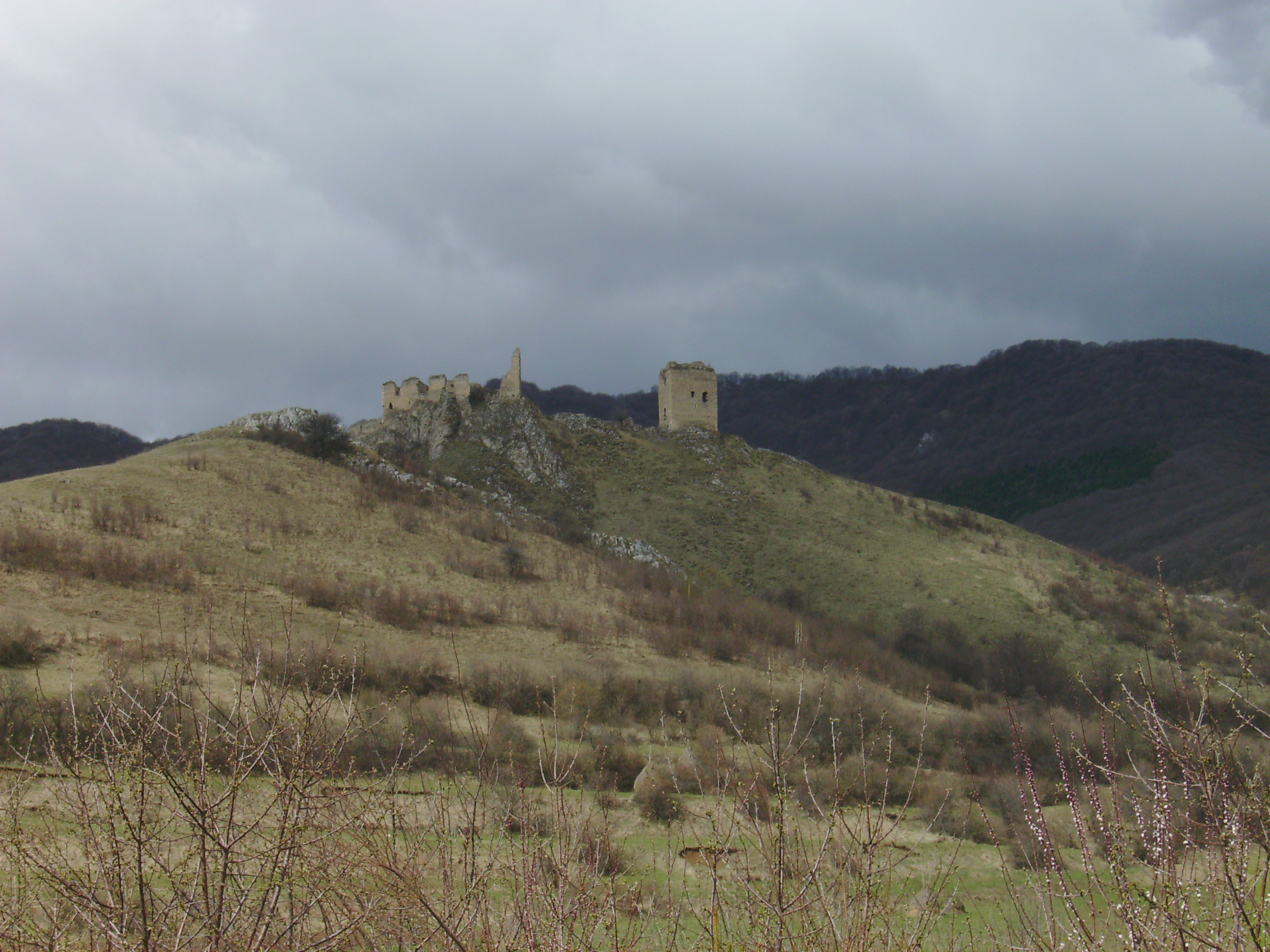
La fortalesa vista des de llevant
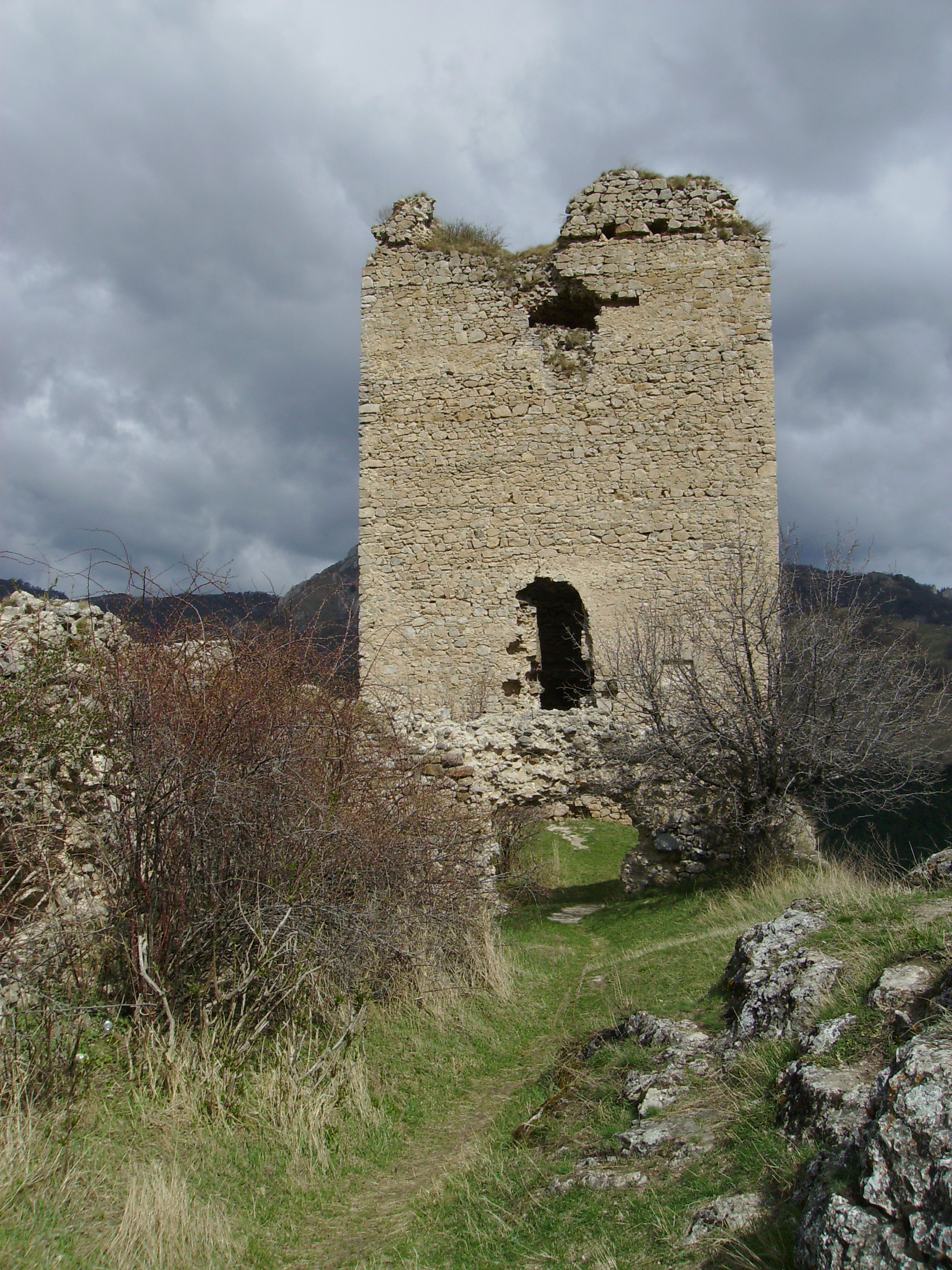
L'antiga torre de la fortalesa de Trascău
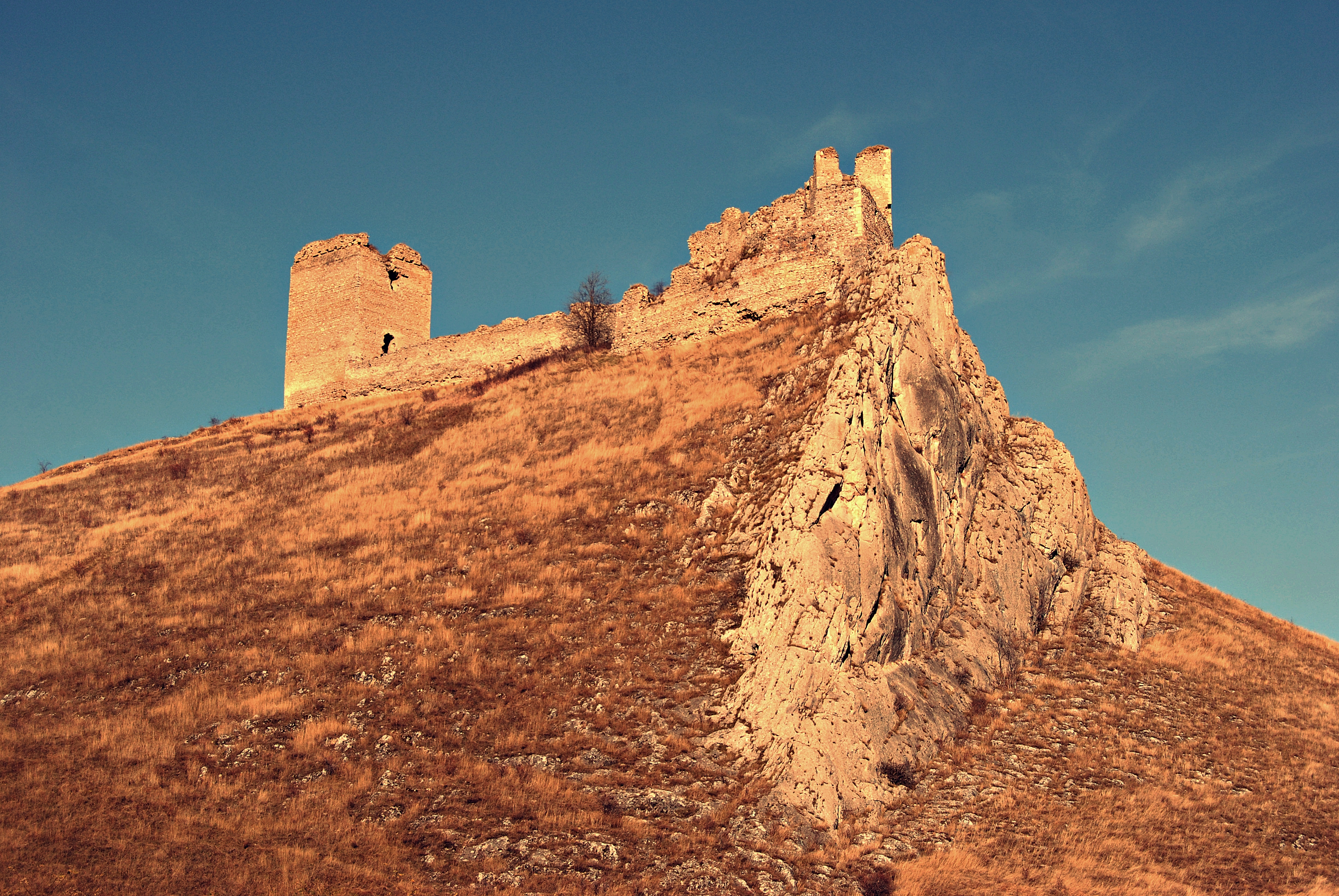
Fortalesa Trascău
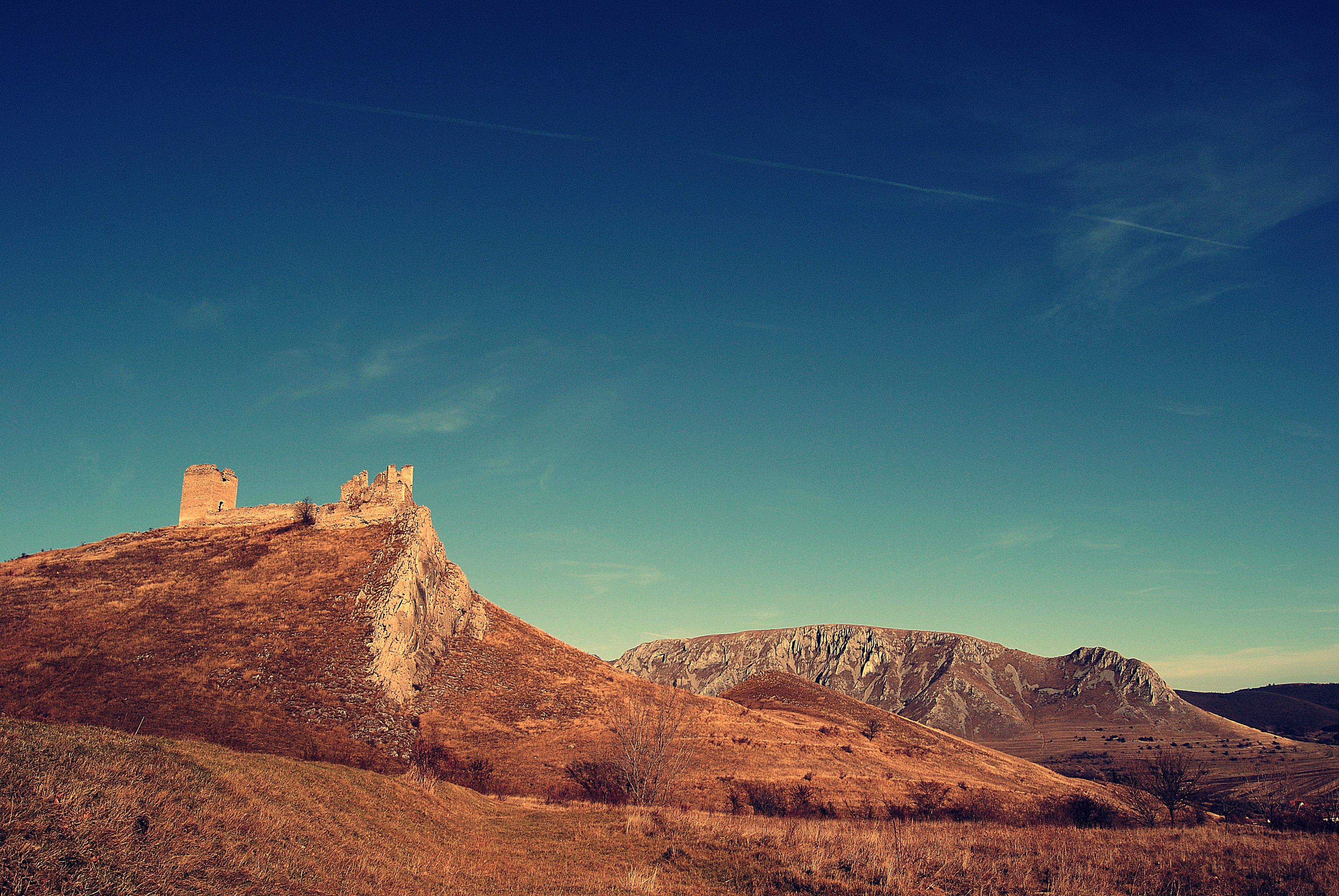
Fortalesa Trascăului i Piatra Secuiului